# Léopold Loewenstam
Léopold Loewenstam, född 17 februari 1842 i Dusseldorp, Nederländerna, död 29 maj 1898 i Woodcroft, Sussex, England, var en nederländsk tecknare och grafiker.
Loewenstam studerade konst för Johann Wilhelm Kaiser vid konstakademien i Amsterdam. Han kallades till Sverige 1874 för att illustrera Lorentz Dietrichsons Tidskrift för bildande konst och konstindustri. Loewenstam tog initiativet att tillsammans med William Unger starta en etsningskurs i Stockholm 1875 med Albert Theodor Gellerstedt, Gustaf Wilhelm Palm, Robert Haglund, Reinhold Norstedt och Carl Larsson som elever. Vid 1889 års grafiska utställning i Stockholm visades att kursen varit en kraftig impuls för Svensk grafik. Personer från konstakademien ansåg att en etsningskurs borde bli permanent och i mitten av 1890-talet anställdes den i England utbildade etsaren Axel Tallberg som föreståndare för Konstakademiens nybildade etsningsskola. Loewenstam lämnade Stockholm 1875 och bosatte sig i London. Loewenstam är representerad vid Nationalmuseum i Stockholm och Philadelphia Museum of Art.